# Gastrosaccus olivae
Gastrosaccus olivae är en kräftdjursart som beskrevs av Mihai Bacescu 1970. Gastrosaccus olivae ingår i släktet Gastrosaccus och familjen Mysidae. Inga underarter finns listade i Catalogue of Life.